# 自由と民主主義の宣言
自由と民主主義の宣言（じゆうとみんしゅしゅぎのせんげん）とは、日本共産党が1976年7月30日の第13回臨時大会において採択した文書である。日本共産党が将来にわたって自由（自由権）と民主主義を擁護・発展させることをうたっている。
「準綱領的文書」と称され、日本共産党の政策・政治路線はこれに従うものとされている。1980年代にはあまり重視されなかったが、東欧における社会主義政権の崩壊を受けて、再び重視されるようになり、1996年に一部改定された。

## 概要
国民の最も重要な自由を「生存の自由」「政治的市民的自由」「民族の自由」という3つに分け、まず、日本の現状はこの3つの自由が危機に瀕していると規定した上で、日本史上の日本共産党や共産主義者は、この3つの自由の先進的な擁護者であったとする。また、「科学的社会主義」（マルクス主義）において、本来、自由と民主主義はどのように扱われてきたかをのべ、ソビエト連邦などの事態がそこからの逸脱であることを示唆する。これらの叙述をうけて、日本共産党が民主主義革命の段階においても、社会主義・共産主義の段階においても、3つの自由に代表される自由と民主主義を擁護・発展させるという立場を宣言する。
この文書内の「４、自由と民主主義の確立と発展・開花をめざして」においては、将来にわたって擁護・発展する国民の自由や人権について、以下のような内容を明記している。
- 生存の自由および私有財産権の擁護。市場経済の活用（混合経済）。
- 政治的市民的自由の擁護。
  - 政治的民主主義として、普通選挙の実施や政権交代制などを前提とした複数政党制による議会制民主主義、また三権分立および司法の独立。
  - 国民の自由と人権として、思想・良心の自由、言論の自由、結社の自由、集会の自由、表現の自由、信教の自由、労働基本権など。また、その具体的な内容として、学問の自由や文化・芸術活動の自由（文化的自由）、男女同権、プライバシーの権利などの人格権や、身体的自由権（人身の自由、人身保護）など。
- 民族の自由の擁護。

もっとも、同宣言は「大企業による経済支配と対米従属の結果」の結果、国民の生存の自由が侵害されてきたとして、「民主連合政府による国政の革新は、これまでの大企業本位の経済政策にかわって、国民本位の経済民主主義を国の経済政策の基本にすえ、大企業にたいする民主的規制をつうじてその横暴な経済活動を抑制」するとしており、第一段階で大企業に対して「民主的規制」を、第二段階の社会主義日本では「大企業の手中にある主要な生産手段は、社会全体の所有にうつされ」「国有化が必要となる場合にも、その対象となるのは、大企業の手にある主な生産手段」として、「搾取の自由」を認めないとして、大企業の生産手段の「国有化」を排除していない。

## 背景
1970年代初頭に入ると、それまで展開してきた高度経済成長の歪みとして、公害問題や各地で市民運動が高揚する中で、左派（＝革新）勢力が伸張した。これにより、日本共産党やかつての日本社会党などが各地で支持を集め、多くの革新自治体が生まれた。これとともに社共共闘と革新統一も進み、当時盛んに言われてきた民主連合政府という構想が台頭した。これに対し、自民党や財界などは、マスコミ等においてサンケイ新聞事件などをはじめとする「自由社会を守れキャンペーン」を展開し、『共産主義＝左翼の全体主義』という図式として、共産党や左派勢力を削ぐことに傾注した。また対外的には、ソ連や中国における一党独裁政権下による人権蹂躙が横行するなかで、この文書は、そのような動きに対抗する形で作成された。内容からして、民主連合政府構想を樹立するため、日本共産党の政治路線をアピールするものであった。
内容は「路線転換などではなく、61年綱領以来の路線の総決算として出したものである」と言っている。ソ連の流れをくむマルクス主義においては、近代民主主義を「ブルジョア民主主義」、革命以後の民主主義を「プロレタリア民主主義」として、両者の断絶と飛躍を強調し、前者の価値を軽くみるものが多かったが、反対に日本共産党のこの宣言においては、「ブルジョア民主主義」という概念を消し去り、マルクス主義ならびに日本共産党は近代民主主義そのものの擁護者であり、その発展と継承をしたと強調している。